# Покровка (Большереченский район)
Покровка — исчезнувшая деревня в Большереченском районе Омской области России. Располагалась на территории современного Такмыкского сельского поселения.

## История
Деревня Покровка (Разномазова) была основана в 1901 году. В 1926 году в деревне имелось 30 хозяйств и проживало 169 человек (в основном — белорусы). В административном отношении деревня входила в состав Петровского сельсовета Большереченского района Тарского округа Сибирского края.

## География
Урочище Покровка находится в восточной части Омской области, в лесостепной зоне, к западу от реки Иртыш, на расстоянии примерно 19 километров (по прямой) к северо-западу от посёлка городского типа Большеречье.

## Полезные ископаемые
В одном километре к востоку от Покровки расположено Кайлинское месторождение торфа.